# European Spatial Research and Policy
European Spatial Research and Policy là một tạp chí khoa học và công nghệ của Ba Lan, được xuất bản bởi Đại học Lodz. Tạp chí là nơi xuất bản các vấn đề về tổ chức không gian kinh tế và xã hội ở cấp địa phương, khu vực và siêu quốc gia. Các lĩnh vực quan tâm chính của tạp chí bao gồm chính sách khu vực, quy hoạch không gian, quá trình hội nhập châu Âu, nghiên cứu địa phương, phát triển thị trường lao động, đầu tư nước ngoài, vấn đề môi trường và các vấn đề quan trọng khác ảnh hưởng đến châu Âu đương đại và trong tương lai. Tạp chí xuất bản bằng tiếng Anh, một năm có 2 tập. Tất cả các bài báo trên tạp chí đều được truy cập miễn phí trên cơ sở Truy cập Mở (Open access).

## Mã số xuất bản
- ISSN: 1231-1952 (bản in)
- eISSN: 1896-1525 (bản điện tử)
- GICID: 71.0000.1500.0502
- DOI: 10.18778
- Nhà xuất bản: Đại học Lodz
- Nhóm chuyên môn: Địa lý, Kinh tế lượng, Lập kế hoạch & Phát triển, Xã hội học

## Chỉ số ảnh hưởng
- Chỉ số SJR (Scimago Journal Rank) năm 2019: 0.174[2]
- Chỉ số SNIP (Source Normalized Impact per Paper) năm 2019: 0.314[2]
- Chỉ số Scopus CiteScore năm 2019: 0.8[2]
- Chỉ số H Index năm 2019: 9[3]
- Danh mục tạp chí SCIE năm 2019: Nhóm Q3[3]
- Tạp chí European Spatial Research and Policy được lập chỉ mục trích dẫn khoa học ở các cơ sở dữ liệu: ERIH Plus, ICI Journals Master List / ICI World of Journals, Referativny Zhurnal/VINTI, Scopus, Central and Eastern European Online Library (CEEOL), Worldcat, EBSCO, BazHum, PBN/POL-Index, Cambridge Scientific Abstracts (CSA, Proquest), Ulrich's periodicals, Google Scholar[4].

## Ban biên tập
Tổng biên tập
- Tadeusz MARSZAŁ, Đại học Łódź, Ba Lan

Đồng biên tập
- Aleid BROUWER, Đại học Groningen, Hà Lan
- Markus ELTGES, Văn phòng Liên bang về Quy hoạch Xây dựng và Khu vực, Bonn, Đức
- Vladimír SLAVÍK, Đại học Comenius, Bratislava, Slovakia